# Torgiano
Torgiano település Olaszországban, Umbria régióban, Perugia megyében. Lakosainak száma 6583 fő (2023. január 1.). Torgiano Bastia Umbra, Bettona, Deruta és Perugia községekkel határos.

## Népesség
A település lakossága az elmúlt években az alábbi módon változott:
| Lakosok száma | 6740 | 6662 | 6583 |
|               | 2017 | 2018 | 2023 |